# توپ طلای ۲۰۰۸
توپ طلای ۲۰۰۸ (فرانسوی: 2008 Ballon d'Or‎) ۵۳مین رویداد سالیانهٔ توپ طلا بود که از سوی مجلهٔ فرانس فوتبال به بهترین بازیکن فوتبال در سال ۲۰۰۸ اعطا گردید که در این سال، کریستیانو رونالدو برندهٔ توپ طلا شد.

## رتبه‌بندی
| ردیف | نام                | ملیت     | باشگاه                         | امتیاز |
| ---- | ------------------ | -------- | ------------------------------ | ------ |
| ۱    | کریستیانو رونالدو  | پرتغال   | باشگاه فوتبال منچستر یونایتد   | ۴۴۶    |
| ۲    | لیونل مسی          | آرژانتین | باشگاه فوتبال بارسلونا         | ۲۸۱    |
| ۳    | فرناندو تورس       | اسپانیا  | باشگاه فوتبال لیورپول          | ۱۷۹    |
| ۴    | ایکر کاسیاس        | اسپانیا  | باشگاه فوتبال رئال مادرید      | ۱۳۳    |
| ۵    | ژاوی               | اسپانیا  | باشگاه فوتبال بارسلونا         | ۹۷     |
| ۶    | آندری آرشاوین      | روسیه    | باشگاه فوتبال زنیت سن پترزبورگ | ۶۴     |
| ۷    | داوید ویا          | اسپانیا  | باشگاه فوتبال والنسیا          | ۵۵     |
| ۸    | زلاتان ابراهیموویچ | سوئد     | باشگاه فوتبال اینتر میلان      | ۳۰     |
| ۹    | کاکا               | برزیل    | باشگاه فوتبال آ.ث. میلان       | ۲۹     |
| ۱۰   | استیون جرارد       | انگلستان | باشگاه فوتبال لیورپول          | ۲۸     |
| ۱۱   | مارکوس سنا         | اسپانیا  | باشگاه فوتبال ویارئال          | ۱۶     |
| ۱۲   | امانوئل آدبایور    | توگو     | باشگاه فوتبال آرسنال           | ۱۲     |
| ۱۳   | وین رونی           | انگلستان | باشگاه فوتبال منچستر یونایتد   | ۱۱     |
| ۱۴   | سرخیو آگوئرو       | آرژانتین | باشگاه فوتبال اتلتیکو مادرید   | ۱۰     |
| ۱۵   | فرانک لمپارد       | انگلستان | باشگاه فوتبال چلسی             | ۸      |
| ۱۶   | فرانک ریبری        | فرانسه   | باشگاه فوتبال بایرن مونیخ      | ۷      |
| ۱۷   | ساموئل اتوئو       | کامرون   | باشگاه فوتبال بارسلونا         | ۶      |
| ۱۸   | جانلوئیجی بوفون    | ایتالیا  | باشگاه فوتبال یوونتوس          | ۵      |
| ۱۹   | میشائل بالاک       | آلمان    | باشگاه فوتبال چلسی             | ۴      |
| ۱۹   | سسک فابرگاس        | اسپانیا  | باشگاه فوتبال آرسنال           | ۴      |
| ۲۱   | دیدیه دروگبا       | ساحل عاج | باشگاه فوتبال چلسی             | ۳      |
| ۲۱   | سرخیو راموس        | اسپانیا  | باشگاه فوتبال رئال مادرید      | ۳      |
| ۲۱   | نمانیا ویدیچ       | صربستان  | باشگاه فوتبال منچستر یونایتد   | ۳      |
| ۲۴   | ادوین فن در سار    | هلند     | باشگاه فوتبال منچستر یونایتد   | ۲      |
| ۲۴   | رود فن نیستلروی    | هلند     | باشگاه فوتبال رئال مادرید      | ۲      |